# Bohumil Malina Ptáček
Bohumil Ptáček (22. února 1906 Velké Meziříčí – 15. srpna 1977 Brno) publikující pod jménem Bohumil Malina Ptáček, byl moravský učitel, básník, spisovatel, překladatel a novinář.

## Život
Bohumil Ptáček se narodil v roce 1906 ve Velkém Meziříčí. Byl třetím ze čtyř dětí v rodině učitele Theodora Ptáčka a jeho ženy Pavlíny, rozené Jirsákové. Po maturitě v roce 1925 nastoupil na Přírodovědeckou fakultu Masarykovy univerzity v Brně, kterou absolvoval v roce 1930. Roku 1928 vystoupil z katolické církve.
Po absolvování studií odjel do Bratislavy, kde působil jako suplující profesor. Na Slovensku se stýkal s místními umělci, spřátelil se především s evangelickým farářem, malířem a básníkem Evženem Lukáčem, literátem Josefem Sekerou a malířem, grafikem a levicovým intelektuálem Karlem Štikou.
Po vojně se dostal na reálné gymnázium v Litovli a vzápětí na reálné gymnázium ve Velkém Meziříčí. V té době poznal Vlastu Malinovou, svou budoucí ženu a začal používat pseudonym Malina spolu se svým občanským jménem. V roce 1935 si na gymnáziu v Třebíči doplnil maturitu z latiny. Poté nastoupil na Filosofickou fakultu Masarykovy univerzity, kde hodlal rozšířit svoji aprobaci učitele zeměpisu a tělocviku o český jazyk. Studia nedokončil, protože univerzita byla uzavřena. Za mobilizace působil jako velitel 2. baterie dělostřeleckého pluku 7. v hodnosti poručíka.
V letech 1940–1948 byl členem Moravského kola spisovatelů. Po válce se účastnil politického dění. Založil sociální akademii ve Velkém Meziříčí, byl členem revolučního Okresního národního výboru, členem předsednictva městského výboru KSČ, následně i předsedou Městského národního výboru. Od roku 1951 zastával dva roky funkci ředitele na velkomeziříčském gymnáziu. Mimoto zastával několik funkcí na krajské úrovni. Předsedal kuratoriu krajského muzea. Byl také členem komise zabývající se průběhem a následky velkomeziříčského masakru ze 7. května 1945, při kterém přišel o svého bratra Bohuslava.

### Bohumil Malina Ptáček a Jakub Deml
Když Jakub Deml po smrti Otokara Březiny vyslovil jednu ze svých protimasarykovských přednášek, byl Ptáčkem udán a následně souzen pro porušení zákona na ochranu republiky a pro urážku hlavy státu. V roce 1929 Deml v Šlépějích XII napsal: „Jest celkem vedlejší, že tyto temné, anonymní mocnosti nastrčily si na to své protiřímské, československé, bezvěrecké rahýnko koště v podobě slepého mládence, neboť kdykoli jde Kristus do zahrady getsemanské se modlit, vždycky se najde nějaký blbec, který tam přivede celníky a jehož mzdou je oprátka a vyhřeznuté břicho, pane Ptáčku...“
Později se Ptáček s Demlem usmířil a několikrát ho v Tasově navštívil. Demlovo Zapomenuté světlo (1934) je psáno formou dopisu adresovanému Bohumilu M. Ptáčkovi. Ptáčkův první příspěvek do Lidových novin (1935) byl medailonem zesnulé spisovatelky, Demlovy mecenášky a dlouholeté pomocnice Pavly Kytlicové.

## Dílo
Ptáček publikoval v regionálních periodikách a později též např. v Jasu, Západomoravské kulturní revue, almanachu Horácko, Důstojnických listech či Lumíru nebo v Lidových novinách. Kromě svých básní je autorem novinových medailonů a překladů německých básníků (Eduard Mörike, Hans Friedrich Blunck, Theodor Körner, Friedrich Schiller).

### Verše
- Zpěvy Leandrovy a jeho kamarádů: verše 1927–1928 – Velké Meziříčí: Akademický klub, 1929

- Devadesát – 1929[3]
- Až... Jarní epos: bibliofilie – Vyškov: František Obzina, 1933
- Už kotva zvednuta – obálka a kresby od Libuše Bojanovské. Velké Meziříčí: vlastním nákladem, 1940
- Náš pastýř čas: novoročenka – frontispice od Vladimíra Neumana. Velké Meziříčí: v. n., 1940
- Šedesát – 1969[3]

### Spisy
- Siluety: novella a prozaické črty – Velké Meziříčí: Akademický klub, 1931
- Velkomeziříčská tragédie – 1945[3]
- Spojení školy se životem a pracovní škola komunistická: vývoj našeho školství a výhled na školu budoucnosti jako námět k diskusi – Velké Meziříčí: s. n., 1964